# David Kennedy (músico)
David James Kennedy (8 de julio de 1976) es un guitarrista y compositor estadounidense. Actualmente es guitarrista de la banda Angels & Airwaves de rock alternativo.

## Biografía
Nació el 8 de julio de 1976.
También fue miembro de Box Car Racer, una colaboración musical lanzada por Tom DeLonge, junto con Travis Barker, ambos en aquel momento miembros de la banda Blink-182. Box Car Racer se convirtió, entonces, en un subproyecto de Blink-182, lanzando al mercado solamente un álbum en el 2002. Kennedy es también miembro de Street of Hazen del hardcore, que llegó a ser popular después de viajar con P.O.D. en el verano de 2004. Kennedy también fue un miembro del grupo del hardcore Over my death body de San Diego, California. David y Tom DeLonge son amigos cercanos y crecieron juntos en Poway, California.
Actualmente también participa con Overflow Crowds Band. David Kennedy se sabe que tiene un amor por las motocicletas. En julio de 2009 entró y ganó su primera carrera en el club de la motocicleta Willow Springs.